# ボルジョミ＝ハラガウリ国立公園
ボルジョミ＝ハラガウリ国立公園（グルジア語: ბორჯომ-ხარაგაულის ეროვნული პარკი、グルジア語ラテン翻字: Borjom-Kharagaulis Erovnuli Parki）は、ジョージアの国立公園である。トビリシの
南西、ジョージア中部（小コーカサス）にあるヨーロッパ最大級の公園である。公園の面積は850.83平方キロメートルで、ジョージアの面積の1.2％以上である 。ボルジョミとハラガウリの間に広がっている。この公園は、世界自然保護基金とドイツ政府の資金援助を受けて1995年に設立され、2001年に開園した 。